# 胡藩
胡 藩（こ はん、372年 - 433年）は、東晋から南朝宋にかけての軍人。字は道序。本貫は豫章郡南昌県。

## 経歴
胡仲任の子として生まれた。幼くして父を失い、喪に服して体を壊したため賞賛された。州府に辟召されたが、就任しなかった。ふたりの弟の冠婚を終えると、胡藩は郗恢の下で参征虜軍事となった。太元17年（392年）、殷仲堪が荊州刺史となると、胡仲任の姉妹の子の羅企生が殷仲堪の下で参軍となった。胡藩は休暇で郷里に帰る途中、江陵で羅企生に会い、殷仲堪の接見を受けた。胡藩は桓玄を重用しすぎないよう殷仲堪に勧めたが、殷仲堪は喜ばなかった。胡藩は殷仲堪のもとを辞去して羅企生に会うと、「戈をさかさまにして人に与えると、禍に行きつくのは必至です。もし早いうちに辞任しないと、後悔しても及ばないでしょう」と言った。隆安3年（399年）、桓玄が夏口から殷仲堪を襲撃すると、胡藩は桓玄の下で参後軍軍事となった。殷仲堪は敗れて、はたして羅企生は禍に巻き込まれた。胡藩は桓玄の下で参太尉軍事・参大将軍軍事・参相国軍事を歴任した。
元興3年（404年）、劉裕らが起兵し、桓玄は敗れて建康から逃走しようとした。胡藩は南掖門で桓玄の馬に追いつくと、「いま羽林の射手がなお800おり、みな西府に縁故ある者たちです。いったんここを捨てれば、また戻ってくることができましょうか」と言った。桓玄は胡藩の意見を聞き入れず、西方に逃走した。桑落の戦いで胡藩の艦は焼かれ、桓玄とともに西に向かうことができなくなり、やむなく家に帰った。
劉裕は胡藩が殷仲堪に直言したことを聞き知っており、また桓玄に節を尽くしたことを評価していたため、召し出して員外散騎侍郎・参車騎軍事として登用した。義熙5年（409年）、南燕に対する北伐に従軍し、燕軍が臨朐に集結すると、胡藩は「敵は城外に軍を駐屯させているので、留守は必ずや少ないでしょう。今その城に進んで取り、城の旗幟を斬るのが、これ韓信の趙を落とした計というものです」と劉裕に進言した。劉裕は檀韶と胡藩らをひそかに進軍させ、臨朐城を攻略させた。燕軍は城が陥落したのを見ると、戦意を失って敗走した。燕軍は広固に退却して数カ月間籠城した。義熙6年（410年）、広固陥落間際の夜に、劉裕の参謀たちが帷幕に集まっていたところ、突如蒼黒い色をした大きな鵝のような鳥が現れて飛び込んできた。参謀たちはみな驚いて、不祥の兆しではないかと噂した。胡藩は立ち上がって「蒼黒は胡虜の色です。胡虜が我が軍に帰するということで、大吉の祥です」と祝いの言葉を述べた。翌朝、広固城を攻撃すると、ついに陥落した。また胡藩は盧循の乱を左里で討って、連戦して功績があり、呉平県五等子に封じられ、正員郎の位を受けた。まもなく寧遠将軍・鄱陽郡太守に転じた。
義熙8年（412年）、劉毅に対する討伐に従軍した。かつて劉毅が荊州に赴いたとき、劉裕が倪塘で劉毅に出会うと、胡藩は劉毅の罪をとがめて殺すよう勧めたが、劉裕は聞き入れなかった。劉毅を討つにいたって、劉裕は「むかし卿の倪塘の謀に従っていれば、今日の挙はなかったものを」と胡藩に言った。義熙11年（415年）、胡藩は司馬休之に対する討伐に従軍した。参軍となり、建武将軍の号を加えられ、游軍を率いて江津に進軍した。徐逵之（劉裕の長女の劉興弟の夫で、徐湛之の父）が敗死すると、劉裕は激怒してその日のうちに馬頭岸から長江を渡ろうとした。しかし司馬休之は長江の岸に長大な陣地を築いていたため、劉裕の軍は上陸できなかった。劉裕は胡藩を呼んだが、胡藩は強行策に懐疑的であった。劉裕は怒りに駆られて、側近に胡藩を斬るよう命じた。胡藩は「藩はむしろ敵前で死にましょう」と言って、無謀な上陸作戦を敢行した。胡藩の後に続く友軍も多く出て、岸に登って死闘奮戦し、司馬休之の軍を撤退に追い込んだ。
義熙12年（416年）、劉裕が北伐すると、胡藩は仮の寧朔将軍となり、参太尉軍事として別軍を率いた。河東にいたって、暴風のため胡藩の重艦は流されて黄河の北岸に漂着し、北魏の兵がこの艦を鹵獲して、軍資を奪い取った。胡藩は怒り心頭で側近12人を率い、小船に乗って河北に入った。北魏の騎兵5、600が胡藩のやってきたのを見て、その少勢をあなどって笑った。胡藩はもとより弓射を得意としていたため、岸に登って弓を射ると、魏兵は胡藩の弦に応じて10人ばかりが倒れた。魏兵は撤退したため、胡藩は失った軍資を奪回することができた。劉裕は胡藩と朱超石らを派遣して魏軍を半城に追撃させた。胡藩と朱超石の兵は割り当てられたばかりの新しい編成の軍で、数も5000に満たなかったが、奮戦して魏軍を撃破した。また胡藩は朱超石らとともに後秦の姚業を蒲坂で攻撃した。朱超石は敗れて退却し、胡藩は朱超石の陣営の軍資を収容してゆっくりと撤退したが、姚業はあえて追撃しようとしなかった。義熙14年（418年）、劉裕が彭城に帰還すると、胡藩は参相国軍事となった。盧循の残党と蘇淮の反乱軍が集結すると、胡藩はその対処のために始興国の相となった。かつての戦功が論じられて、陽山県男に封じられた。
景平元年（423年）、東府の守備にあたって、掖門を開いた罪を問われて、免官された。まもなくもとの職に戻された。元嘉4年（427年）、建武将軍・江夏内史に転じた。元嘉7年（430年）、建康に召還されて游撃将軍の号を受けた。到彦之の北伐のとき、長沙王劉義欣が彭城に進軍すると、胡藩は広陵に駐屯して、後軍府と南兗州の事務を代行した。太子左衛率に転じた。元嘉10年（433年）、死去した。享年は62。諡は壮侯といった。

## 子女
胡藩には庶子が60人おり、多くは法度を守らなかった。
- 胡隆世（後嗣、西陽郡太守）
- 胡景世（車騎参軍・新興郡太守。弟の胡誕世の反乱のために遠州に流刑となった。孝武帝の初年に帰還できた）
- 胡宝世（胡誕世の反乱のために遠州に流刑となった。孝武帝の初年に帰還できた）
- 胡遵世（十四男、臧質の下で寧遠参軍をつとめた。職を辞して家に帰り、孔熙先と反乱を計画した。劉裕は功臣の子の不祥事が世間に広まることを望まず、ひそかに江州に胡遵世を収監させて殺させた）
- 胡誕世（十六男、447年に反乱を起こし、郡太守の桓隆之や県令の諸葛和之を殺害して、劉義康を擁立しようとした。交州刺史の檀和之が豫章にやってくると、敗れて死んだ）
- 胡茂世（十七男、447年に兄の胡誕世とともに反乱を起こし、檀和之に敗れた）

## 伝記資料
- 『宋書』巻50 列伝第10
- 『南史』巻17 列伝第7